# Гранд Хејвен (Мичиген)
Гранд Хејвен (Мичиген) (енгл. Grand Haven) град је у америчкој савезној држави Мичиген. По попису становништва из 2010. у њему је живело 10.412 становника.

## Демографија
Према попису становништва из 2010. у граду је живело 10.412 становника, што је 756 (6,8%) становника мање него 2000. године.
| Група             | 2000.          | 2010.         |
| Белци             | 10.654 (95,4%) | 9.745 (93,6%) |
| Афроамериканци    | 50 (0,4%)      | 75 (0,7%)     |
| Азијати           | 97 (0,9%)      | 104 (1,0%)    |
| Хиспаноамериканци | 177 (1,6%)     | 249 (2,4%)    |
| Укупно            | 11.168         | 10.412        |